# Magyarremete
Magyarremete, 1910-ig Remete (románul Remetea) falu Romániában, Bihar megyében, Magyarremete község központja.

## Fekvése
Bihar megyében, Belényestől 8 km-re északra, a Belényesi-medencében, a Rossia (egykor Solymos vagy Rákos) és a Mézgedi patakok összefolyásánál fekszik.

## Története
A Bihar-hegység egyik legszebb völgyében fekvő kisközség a trianoni békeszerződésig Bihar vármegye Belényesi járásához tartozott.
Régen a püspökségi nemesek birtoka volt.
1520-ban nevét a vámszedőhelyek között tartották nyilván.
1562-ben a Cséffy és Vizessy család kapott itt egy birtokrészre királyi adományt.
Az 1600-as években Vajda Miklós és Vajda Zsigmond voltak a település földesurai, később pedig a görögkatolikus püspökségé lett.
A falu ősi román kori templomának falaiból egyes máig meglévő részei már az Árpád-kor végén álltak. Remete falu magyarsága a 16. század második felében tért át a protestáns hitre, ekkor meszelték le a templom freskóit, közülük a Szent Istvánt, Szent Lászlót, és Szent Imrét ábrázolókat, melyeket azonban már feltártak, s újra láthatók.
1992-ben társközségeivel együtt 3392 lakosából 2788 román, 542 magyar és 61 roma volt. 2002-ben 3143 lakosból 2530 (80,49%) román, 524 (16,67%) magyar, 86 (2,73%) roma.

## Nevezetességek

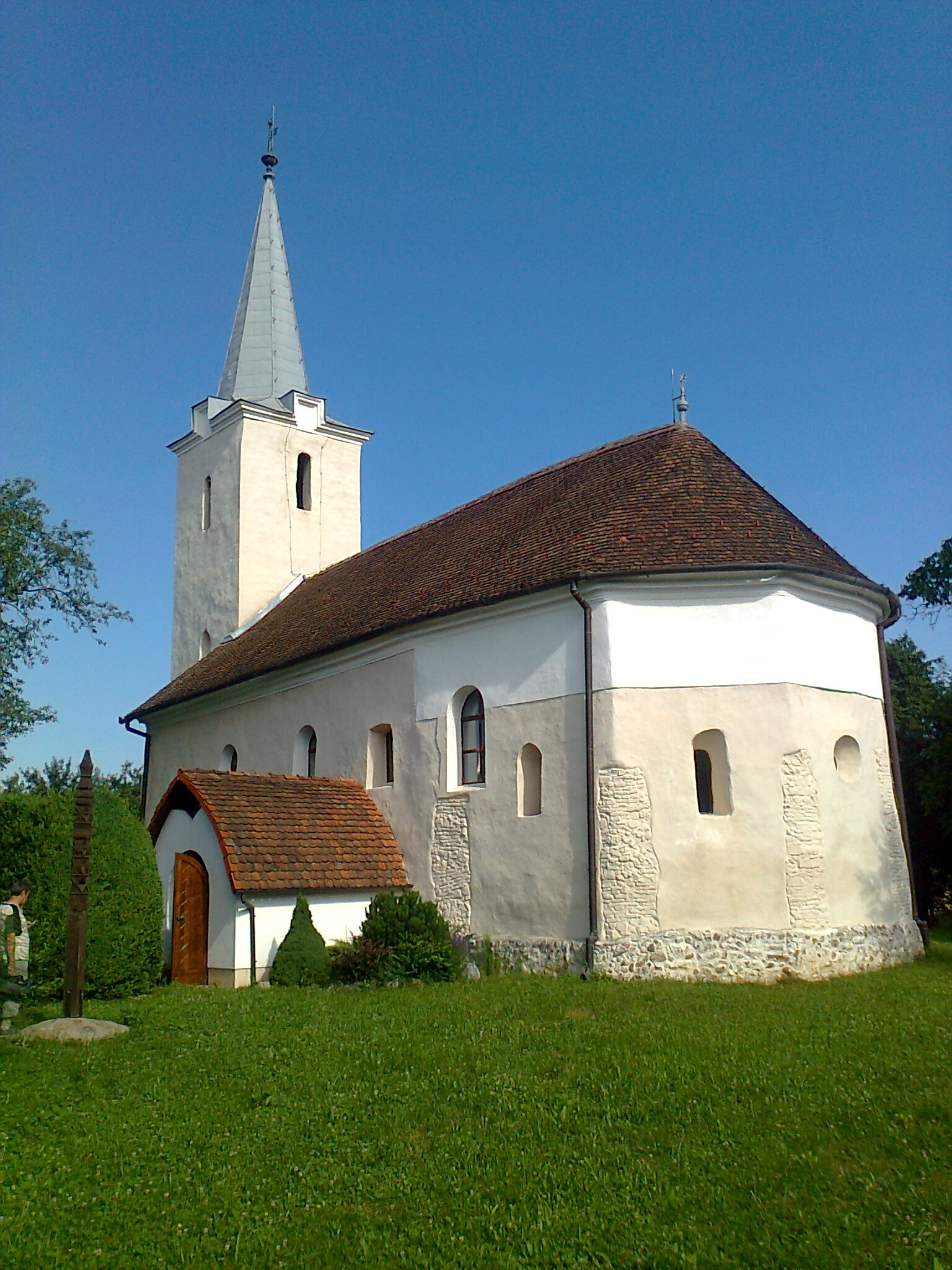
A felújított református templom

- A falu református temploma a 13. században, román stílusban épült, a 14. században átépítették, és egy csúcsíves szentélyt kapott, melynek falára több freskó került. A 19. században a templomot többször is renoválták, eközben a freskók eltűntek, és csak 1927-ben találták meg őket ismét, de a falképeket újból eltüntették. A freskókon többek között Szent László, Szent István és Szent Imre látható, töredékekben Mihály arkangyal, több apostol, valamint Jézus ostorozása. A falképek rekonstruálása és restaurálása a 2000-es évek közepén kezdődött. Az Árpád-kori templom a tágabb régió egyik legjelentősebb műemléke.
- A faluban egy 1642-ből származó, felújított vízimalom működik.

## Természeti értékei
- Mézgedi-cseppkőbarlang - Remetétől 9 km-re keletre.
- Egy 400 évesnél idősebb tölgy.

## Magyarremete Község települései
- Magyarremete (Remetea) - Községközpont
- Drágota (Drăgoteni)
- Mézged (Meziad)
- Gyepüsolymos (Șoimuș)
- Petrász (Petreasa)